# Weingut Dr. Heger
Das Weingut Dr. Heger hat seinen Sitz in Ihringen in Baden-Württemberg (Deutschland), bewirtschaftet rund 28 Hektar Weinberge und ist seit 1986 Mitglied im Verband Deutscher Prädikatsweingüter (VDP).

## Geschichte

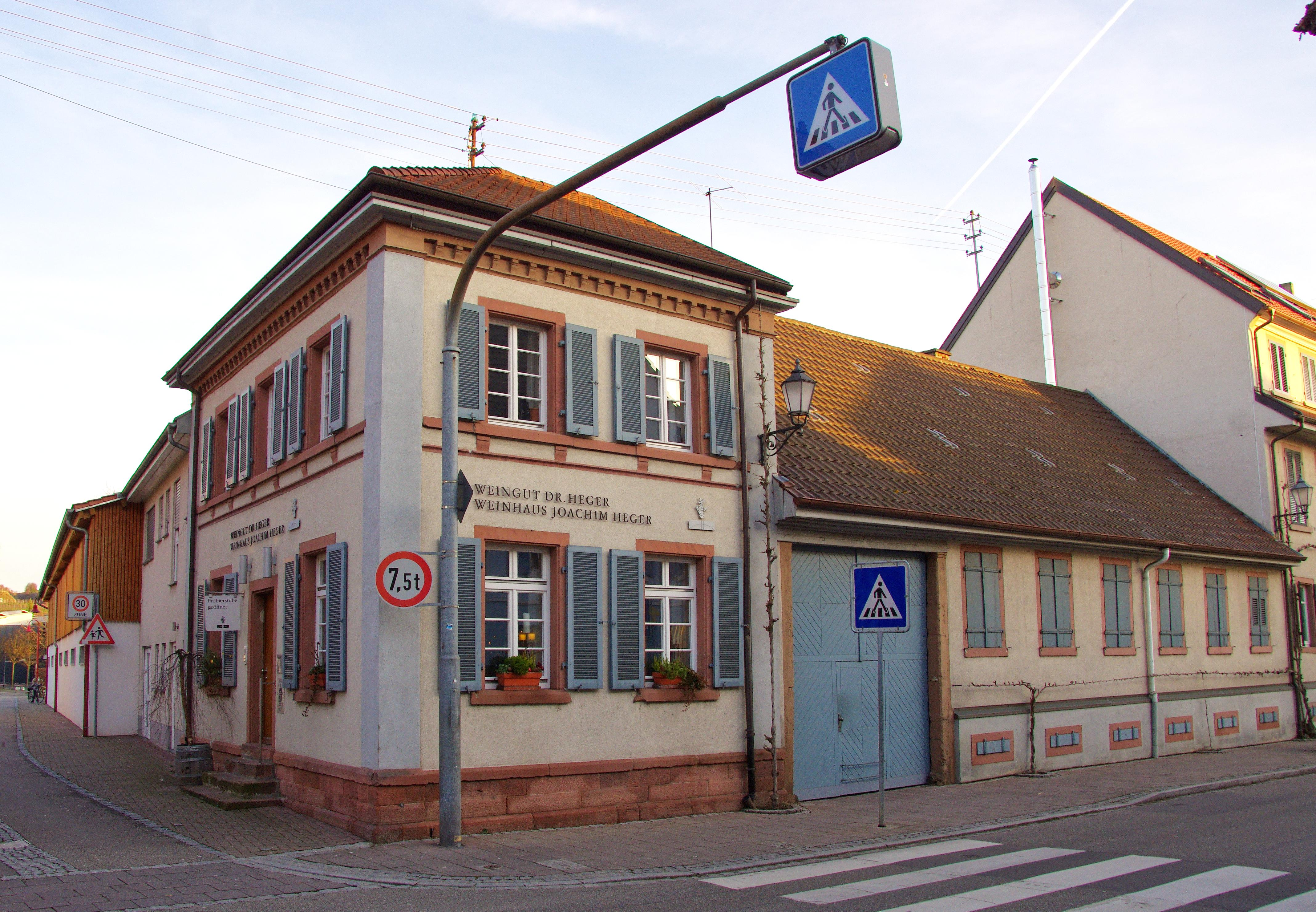
Das Weingut in Ihringen

Der Landarzt Max Heger kaufte 1935 brachliegende Parzellen am Ihringer Winklerberg und legte damit den Grundstein des Weinguts Dr. Heger. Sein Sohn Wolfgang Heger führte den Betrieb in den 1960er Jahren weiter. Heute wird das Unternehmen in dritter Generation von dem in Geisenheim ausgebildeten Önologen Joachim Heger gemeinsam mit seiner Frau Silvia geleitet.
Seit 2009 ist Joachim Heger Vorsitzender des Regionalverbands Baden im Verband deutscher Prädikatsweingüter (VDP).
Inzwischen gehören neben den Rebflächen am Winklerberg auch Parzellen am Achkarrer Schlossberg zum Besitz des Weinguts. Beide Lagen, Winklerberg wie Schlossberg, sind vom VDP als „Erste Lagen“ klassifiziert. Sowohl am Winklerberg als auch am Schlossberg wachsen die Reben auf Vulkanverwitterungsböden mit Löss- oder Lösslehm-Auflage.
1986 wurde zudem das Weinhaus Joachim Heger gegründet. Es wird zusammen mit weiteren Traubenlieferanten betrieben und produziert unterhalb des vom Weingut Dr. Heger repräsentierten Premiumsegments Rebsortenweine (ohne Lagenbezeichnung) für den Alltag, die vor allem in der regionalen Gastronomie und im Einzelhandel weite Verbreitung finden.

## Weitere Weingüter im Besitz der Familie Heger

### Weingut Fischer
Seit 1996 gehört darüber hinaus das Weingut Fischer in Nimburg-Bottingen zum Unternehmen. Die Weine dieses Guts wachsen in der Lage Nimburg-Bottinger Steingrube auf Böden aus braunem Jura und Muschelkalk mit Lössauflage, eine Kombination, die im Weinbaubereich Kaiserstuhl als einzigartig gelten darf.

### Weingut Gebrüder Müller
2004 übernahmen Silvia und Joachim Heger auch das Weingut Gebrüder Müller in Breisach am Rhein. Neben kleinen, mit Riesling bestockten Parzellen am Ihringer Winklerberg ist dieses Weingut insbesondere für seine Weißburgunder, Grauburgunder und Spätburgunder bekannt, die ausschließlich in der Lage Breisacher Eckartsberg wachsen.

## Hauptrebsorten und Spezialitäten
Zu den Hauptrebsorten zählen Grauburgunder (30 %), Spätburgunder (30 %), Weißburgunder (15 %), Riesling (10 %), Silvaner (5 %) und Chardonnay (5 %).
Spezialitäten des Weingutes sind Muskateller, Gewürztraminer und Scheurebe.

## Auszeichnungen
2011 wurde das Weingut Dr. Heger im Gault-Millau mit vier (von maximal fünf) Trauben bewertet. Im Eichelmann wird das Weingut mit der Höchstnote von fünf Sternen bewertet. Das Weingut Fischer wird im Gault Millau mit zwei Trauben und im Eichelmann mit drei Sternen bewertet. Das Weingut Gebrüder Müller hat im Gault Millau eine Traube und im Eichelmann zwei Sterne. Weitere Auszeichnungen:
- Decanter Bronzemedaille, 2010–2007 Achkarrer Schlossberg Spätburgunder*** „GG“
- Decanter Bronzemedaille, 2010–2007 Ihringer Winklerberg Spätburgunder*** „GG“
- Decanter Bronzemedaille, 2011–2008 Achkarrer Schlossberg Spätburgunder*** „GG“
- Eichelmann 2010, 92 Punkte – 2007 Spätburgunder*** „GG“ Achkarrer Schlossberg
- Eichelmann 2011, 93 Punkte – 2008 Spätburgunder*** „GG“ „Häusleboden“ Ihringer Winklerberg
- Gault Millau 1998, Aufsteiger des Jahres
- Gault Millau 2010, 92 Punkte – 2008 Achkarrer Schlossberg Grauburgunder „GG“
- Gault Millau 2011, 93 Punkte – 2009 Ihringer Winklerberg Grauburgunder „GG“
- Wein-Plus‚ Kollektion des Jahres 2010
- Wein-Plus, Kollektion des Jahres 2005
- Wein-Plus, Kollektion des Jahres 2002
- Sommelier Wine Awards, Großbritannien, 2010 Gold – 2008 Ihringer Winklerberg Grauburgunder „GG“, trocken
- Sommelier Wine Awards, Großbritannien, 2010 Silber – 2008 Ihringer Winklerberg Weißburgunder*** „GG“
- Sommelier Wine Awards, Großbritannien, 2011 Silber – 2009 Ihringer Winklerberg Weißburgunder*** „GG“
- 2013 Gault Millau Winzer des Jahres